# 丰山镇 (孝昌县)
丰山镇，是中华人民共和国湖北省孝感市孝昌县下辖的一个乡镇级行政单位。

## 行政区划
丰山镇下辖以下地区：
丰四村、东阳岗村、祝河村、农科站村、丰新村、长春村、建春村、大兴村、官塘村、清水村、二公村、中分村、王林村、破堰村、张榨村、同裕村、丰一村、丰二村、丰三村、三渠村、井边村、竹林村和岭山村。